# ピクチャーエレメント
株式会社ピクチャーエレメント（英文社名：Picture Element Inc.）は、かつて存在した日本のポストプロダクション会社である。

## 概要
2011年に設立され、VFXスーパーバイザーの大屋哲男が代表取締役を務めていた。東宝スタジオ内に所在する芸術科学センターを拠点とし、映画のVFXやデジタル・インターミディエイトなどのサービスを行っていた。また、独自に開発した動画素材管理ツール「PE RUSH!」(ピー・ラッシュ)の運用も行っていた。
2016年3月には、映画『バクマン。』でVFX-JAPANアワードの実写映画部門において最優秀賞を受賞している。
2013年11月より、映画製作・配給会社の東宝と資本提携を結んでおり、東宝は同社の株式の10％を取得している。
2018年8月期に約1億円の債務超過に転落。複数の企業と支援を求めた交渉を行ったものの、交渉はまとまらなかった。ピクチャーエレメントと代表取締役を務めていた大屋は、2019年9月18日に東京地方裁判所から破産手続開始決定を受けた。ピクチャーエレメントの負債総額は約1億9400万円。
ピクチャーエレメントは2020年10月23日に法人格が消滅した。

## 参加作品

### 映画
2008年
- 「シャカリキ!」
- 「容疑者Xの献身」
- 「私は貝になりたい」

2009年
- 「20世紀少年 -第2章- 最後の希望」
- 「レイン・フォール/雨の牙」
- 「アマルフィ 女神の報酬」
- 「20世紀少年 -最終章- ぼくらの旗」
- 「キラー・ヴァージンロード」
- 「TAJOMARU」
- 「蘇りの血」
- 「のだめカンタービレ 最終楽章 前編」(フジテレビムービー フジテレビ開局50周年記念作品 講談社創業100周年記念作品 2009年 武内英樹監督)

2010年
- 「手のひらの幸せ」
- 「のだめカンタービレ 最終楽章 後編」
- 「きな子〜見習い警察犬の物語〜」
- 「死刑台のエレベーター」

2011年
- 「太平洋の奇跡 -フォックスと呼ばれた男-」
- 「もし高校野球の女子マネージャーがドラッカーの『マネジメント』を読んだら」
- 「アンダルシア 女神の報復」
- 「監督失格」
- 「ステキな金縛り」
- 「映画 怪物くん」
- 「聯合艦隊司令長官 山本五十六」

2012年
- 「モンスターズクラブ」
- 「宇宙兄弟」
- 「ファイナル・ジャッジメント」
- 「ガール」
- 「ヘルタースケルター」
- 「I'M FLASH!」
- 「鍵泥棒のメソッド」
- 「ツナグ」
- 「のぼうの城」
- 「綱引いちゃった!」
- 「悪の教典」
- 「任侠ヘルパー」
- 「私の奴隷になりなさい」
- 「ヱヴァンゲリヲン新劇場版:Q」
- 「映画 鈴木先生」

2013年
- 「R-18文学賞 vol.1 自縄自縛の私」
- 「脳男」
- 「R-18文学賞 vol.2 ジェリー・フィッシュ」
- 「プラチナデータ」
- 「図書館戦争」
- 「中学生円山」
- 「クロユリ団地」
- 「奇跡のリンゴ」
- 「劇場版 ATARU THE FIRST LOVE & THE LAST KILL」
- 「謝罪の王様」
- 「ぼんとリンちゃん」
- 「清須会議」
- 「永遠の0」

2014年
- 「魔女の宅急便」
- 「サンブンノイチ」
- 「クローズEXPLODE」
- 「青天の霹靂」
- 「万能鑑定士Q -モナ・リザの瞳-」
- 「いのちのコール～ミセスインガを知っていますか～」
- 「るろうに剣心 京都大火編」
- 「STAND BY ME ドラえもん」(tv asahi movie 藤子・F・不二雄生誕80周年記念作品 2014年 山崎貴/八木竜一共同監督)
- 「リトル・フォレスト 夏/秋編」
- 「TOKYO TRIBE」
- 「るろうに剣心 伝説の最期編」
- 「MIRACLE デビクロくんの恋と魔法」
- 「寄生獣」(日テレ×MOVIE 2014年 山崎貴監督)
- 「BUMP OF CHICKEN "WILLPOLIS 2014" 劇場版」
- 「海月姫」
- 「真夜中の五分前」

2015年
- 「ジョーカー・ゲーム」
- 「リトル・フォレスト 冬/春編」
- 「くちびるに歌を」
- 「寄生獣 完結編」(日テレ×MOVIE 2015年 山崎貴監督)
- 「ゆずり葉の頃」
- 「トイレのピエタ」
- 「ストレイヤーズ・クロニクル」
- 「HERO」
- 「進撃の巨人 ATTACK ON TITAN」
- 「S -最後の警官- 奪還 RECOVERY OF OUR FUTURE」
- 「進撃の巨人 ATTACK ON TITAN　エンド オブ ザ ワールド」
- 「バクマン。」（VFX-JAPANアワード2016 実写映画部門最優秀賞受賞）
- 「図書館戦争 THE LAST MISSION」
- 「ギャラクシー街道」
- 「俺物語!!」
- 「グラスホッパー」
- 「杉原千畝 スギハラチウネ」

2016年
- 「エヴェレスト 神々の山嶺」
- 「アイアムアヒーロー」
- 「高台家の人々」(フジテレビムービー 集英社創業90周年記念作品 2016年 土方政人監督)
- 「TOO YOUNG TO DIE! 若くして死ぬ」
- 「シン・ゴジラ」
- 「秘密 THE TOP SECRET」
- 「何者」
- 「デスノート Light up the NEW world」
- 「ミュージアム」
- 「海賊と呼ばれた男」

2017年
- 「3月のライオン」
- 「ちょっと今から仕事やめてくる」
- 「昼顔」
- 「心が叫びたがってるんだ。」
- 「氷菓」
- 「鋼の錬金術師」
- 「DESTINY 鎌倉ものがたり」(日テレ×MOVIE 日本テレビ開局65周年記念作品 2017年 山崎貴監督)

2018年
- 「去年の冬、きみと別れ」
- 「いぬやしき」(フジテレビムービー フジテレビ開局60周年記念作品 2018年 佐藤信介監督)
- 「パンク侍、斬られて候」
- 「BLEACH 死神代行篇」
- 「劇場版コード・ブルー -ドクターヘリ緊急救命-」
- 「銀魂2 掟は破るためにこそある」
- 「億男」
- 「来る」

2019年
- 「マスカレード・ホテル」(フジテレビムービー フジテレビ開局60周年記念作品 2019年 鈴木雅之監督)
- 「あした世界が終わるとしても」
- 「フォルトゥナの瞳」
- 「キングダム」
- 「Diner ダイナー」
- 「アルキメデスの大戦」(日テレ×MOVIE 講談社創業110周年記念作品 2019年 山崎貴監督)
- 「ドラゴンクエスト ユア・ストーリー」(日テレ×MOVIE 2019年 山崎貴総監督 八木竜一/花房真共同監督)
- 「記憶にございません!」

2020年
- 「Fukushima 50」

### テレビ番組
2008年
- 「しゃばけシリーズ第2弾 うそうそ」

2009年
- 「黒部の太陽」
- 「RESCUE〜特別高度救助隊」
- 「木枯し紋次郎」
- 「ふたつのスピカ」
- 「救命病棟24時」第4シリーズ
- 「誰かが嘘をついている」
- 「坂の上の雲」

2010年
- 「君たちに明日はない」
- 「記憶の海」
- 「のだめカンタービレ 最終楽章 前編 特別編」
- 「MM9 -MONSTER MAGNITUDE-」
- 「球形の荒野」

2012年
- 「ハングリー!」
- 「向田邦子 イノセント」(第1話)
- 「眠れる森の熟女」

2013年
- 「島の先生」
- 「ガリレオXX」
- 「人生、成り行き」
- 「金田一耕助VS明智小五郎」
- 「殺しの女王蜂」

2014年
- 「鼠、江戸を疾る」
- 「S -最後の警官-」
- 「埋もれる」
- 「私という運命について」
- 「お家さん」
- 「金田一耕助VS明智小五郎ふたたび」

2015年
- 「アイムホーム」
- 「図書館戦争 BOOK OF MEMORIES」
- 「NHKスペシャル 生命大躍進」

2016年
- 「鼠、江戸を疾る2」
- 「アイアムアヒーロー 始まりの日」
- 「沈まぬ太陽」
- 「往復書簡～十五年後の補習」

### ミュージックビデオ
2012年
- AKB48「真夏のSounds good !」
- エレファントカシマシ「ズレてる方がいい」
- 2013年
- RADWIMPS「ドリーマーズ・ハイ」

2014年
- ART-SCHOOL「革命家は夢を見る」
- カサリンチュ「ハッピーエンド」
- BUMP OF CHICKEN「パレード」

2015年
- BUMP OF CHICKEN「コロニー」

### その他
- 2012年「巨神兵東京に現わる」（短編映画）